# Список княгинь і королев Чехії (Богемії)

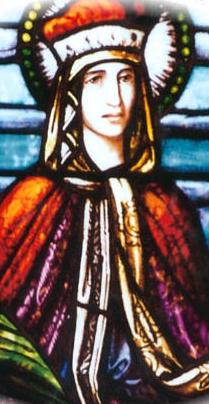
Свята Людмила, перша чеська княгиня, дружина князя Боривоя I; прародителька чеських правителів та деяких їхніх дружин.

Нижче представлений "список княгинь і королів Чехії (Богемії)". Першою княгинею була |свята Людмила, першою королевою – Святослава Польська. Деякі з них (як і їхні чоловіки) не були короновані.
В історії Чехії була тільки одна царююча королева – Марія-Терезія. Тим не менш, деякі королеви-подружжя значною мірою вплинули на історичний розвиток країни, правили як регенти своїх неповнолітніх синів і мали великий вплив на своїх вінценосних чоловіків.
Титул королеви Чехії використовувався до 1918 року, коли втратив корону чоловік останньої королеви.

## Княгиниі Чехії

### Пржемисловичі
- 874-888/891: Людмила Чеська (Свята Людмила), дружина Боривоя I, вбита 15 вересня 921 року в замку Тетіна.
- 906-921: Драгомира, дружина Вратислава I, пом. після 935 року.
- 935-972: Біагота, дружина Болеслава I.
- ?-999: Емма Чеська, дружина Болеслава IІ, пом. 1005/1006 року.
- ?—?: Божена Кршесинова, друга морганатична дружина Олдржиха.
- 1034-1055: Юдита фон Швайнфурт (з роду Луїтпольдингів), дружина Бржетислава I, пом. 1058 року.
- 1055-1061: Іда фон Веттін, дружина Спитігнева II, пом. після 1061 року.
- 1061-1062: Аделаїда Арпад, перша дружина Вратислава II, пом. 1062 року.

| Зображення | Ім’я               | Батько                   | Народження | Шлюб                                  | Стала княгинею                        | Перестала бути княгинею | Смерть         | Чоловік      |
| ---------- | ------------------ | ------------------------ | ---------- | ------------------------------------- | ------------------------------------- | ----------------------- | -------------- | ------------ |
|            | Святослава Сватава | Казимир I, князь Польшщі | 1046/1048  | 1062 з 1085 року перша королева Чехії | 1062 з 1085 року перша королева Чехії | 14 січня 1092           | 1 вересня 1126 | Вратислав II |

- 1092: Вірпірка (Хільдбурга), дружина Конрада I.
- 1094-1100: Лукарта Богенська, дружина Бржетіслава II.
- 1100-1007: Герберга фон Бабенберг, дружина Боривоя II, пом. 1142 року.
- 1111-1117: Рікса фон Берг, дружина Владислав I, пом. 1125 року.
- 1117-1120: Герберга фон Бабенберг, дружина Боривоя II, пом. 1142 року.
- 1120-1125: Рікса фон Берг, дружина Владислав I, пом. 1125 року.
- 1125-1140: Аделаїда Адлета, дружина Собіслава I, пом. 1140 року.
- 1140-1150: Гертруда фон Бабенберг, перша дружина Владислава II, пом. 1150 року.

| Зображення | Ім’я           | Батько                      | Народження | Шлюб                                  | Стала княгинею                        | Перестала бути княгинею | Смерть     | Чоловік      |
| ---------- | -------------- | --------------------------- | ---------- | ------------------------------------- | ------------------------------------- | ----------------------- | ---------- | ------------ |
|            | Юдит Тюринзька | Людвіг I, ландграф Тюрингії | після 1135 | 1153 з 1158 року друга королева Чехії | 1153 з 1158 року друга королева Чехії | 1172                    | після 1174 | Владислав II |

- 1172-1173: Єлизавета Угорська, дружина Бедржих а I, пом. після 1189 року.
- 1173/7-1178: Єлизавета Мешківна, дружина Собіслава II, пом. 1209 року.
- 1178-1189: Єлизавета Угорська, дружина Бедржих а I, пом. після 1189 року.
- 1189-1191: Ґейліка фон Віттельсбах, дружина Конрада II Оти, пом. після 1198 року.

## Королеви Чехії

### Пржемисловичі
| Зображення | Ім’я                    | Батько                                              | Народження      | Шлюб           | Стала королевою | Перестала бути королевою | Смерть          | Чоловік    |
| ---------- | ----------------------- | --------------------------------------------------- | --------------- | -------------- | --------------- | ------------------------ | --------------- | ---------- |
|            | Адельгейда Мейсенська   | Оттон II, маркграф Мейсену                          | 1160+           | 1178           | 1198            | 1199                     | 2 лютого 1211   | Оттокар I  |
|            | Констанція Арпад        | Бела III, король Угорщини                           | 1181            | 1199           | 1199            | 1230                     | 6 грудня 1240   | Оттокар I  |
|            | Кунегунда Гогенштауфен  | Філіпп Швабський                                    | 1200            | 1224           | 1230            | 13 вересня 1248          | 13 вересня 1248 | Вацлав I   |
|            | Маргарита фон Бабенберг | Леопольд VI, герцог Австрії                         | 1204            | лютий 1252     | 1253            | 1260 розлучення          | 29 жовтня 1266  | Отокар II  |
|            | Кунегунда Ростиславна   | align="center"\| Ростислав Михайлович, бан Славонії | 1245            | 25 жовтня 1261 | 25 жовтня 1261  | 1278                     | 9 вересня 1285  | Отокар II  |
|            | Юдита Габсбург          | Рудольф I, король Німеччини                         | 13 березня 1271 | 24 січня 1285  | 24 січня 1285   | 18 червня 1297           | 18 червня 1297  | Вацлав II  |
|            | Ельжбета Рикса          | Пшемисл II, король Польщі                           | 1 вересня 1286  | 1300           | 1303            | 1305                     | 18 вересня 1335 | Вацлав II  |
|            | Віола Цешинська         | Мешко I, князь Цешинський                           | з. 1290         | 1305           | 1305            | 1306                     | 21 вересня 1317 | Вацлав III |

### Габсбурги
| Зображення | Ім’я           | Батько                    | Народження     | Шлюб | Стала королевою | Перестала бути королевою | Смерть         | Чоловік              |
| ---------- | -------------- | ------------------------- | -------------- | ---- | --------------- | ------------------------ | -------------- | -------------------- |
|            | Ельжбета Рикса | Пшемисл II, король Польщі | 1 вересня 1286 | 1306 | 1306            | 1307                     | 18 жовтня 1335 | Рудольф ІІІ Габсбург |

### Горицька династія
| Зображення | Ім’я               | Батько                  | Народження     | Шлюб | Стала королевою | Перестала бути королевою | Смерть         | Чоловік             |
| ---------- | ------------------ | ----------------------- | -------------- | ---- | --------------- | ------------------------ | -------------- | ------------------- |
|            | Ганна Пржемисловна | Вацлав II, король Чехії | 10 жовтня 1290 | 1306 | 1306/7          | 1310                     | 3 вересня 1313 | Генріх Хорутанський |

### Люксембурги
| Зображення | Ім’я                   | Батько                       | Народження      | Шлюб                | Стала королевою     | Перестала бути королевою | Смерть          | Чоловік     |
| ---------- | ---------------------- | ---------------------------- | --------------- | ------------------- | ------------------- | ------------------------ | --------------- | ----------- |
|            | Єлизавета Пржемисловна | Вацлав II, король Чехії      | 20 січня 1292   | 1 вересня 1310      | 9 грудня 1310       | 28 вересня 1330          | 28 вересня 1330 | Ян I Сліпий |
|            | Беатриса де Бурбон     | Людовик I де Бурбон          | ок. 1315/16     | декабрь 1334        | декабрь 1334        | 26 серпня 1346           | 23 грудня 1383  | Ян I Сліпий |
|            | Бланка Валуа           | Карл Валуа                   | 1316            | 15 мая 1323         | 26 серпня 1346      | 1 серпня 1348            | 1 серпня 1348   | Карел I     |
|            | Ганна Баварська        | Рудольф II, герцог Баварії   | 26 вересня 1329 | 4 (11) березня 1349 | 4 (11) березня 1349 | 2 лютого 1353            | 2 лютого 1353   | Карел I     |
|            | Ганна Свідницька       | Генріх II, князь Свідницький | 1339            | 27 травня 1353      | 27 травня 1353      | 11 червня 1362           | 11 червня 1362  | Карел I     |
|            | Єлизавета Померанська  | Богуслав V, князь Померанії  | 1347            | 21 травня 1363      | 21 травня 1363      | 29 листопада 1378        | 14 лютого 1393  | Карел I     |
|            | Іоганна Баварська      | Альбрехт, герцог Баварії     | ок. 1356        | 29 вересня 1370     | 10 червня 1376      | 31 грудня 1386           | 31 грудня 1386  | Вацлав IV   |
|            | Софія Баварська        | Йоганн II, герцог Баварії    | 1376            | 2 травня 1389       | 2 травня 1389       | 16 серпня 1419           | 26 вересня1425  | Вацлав IV   |
|            | Барбара Циллі          | Герман II, граф Циллі        | ок. 1393        | 1408                | 16 серпня 1419      | 9 грудня 1437            | 11 липня 1451   | Сигізмунд   |

### Габсбурги
| Зображення | Ім’я                    | Батько               | Народження | Шлюб | Стала королевою         | Перестала бути королевою        | Смерть         | Чоловік     |
| ---------- | ----------------------- | -------------------- | ---------- | ---- | ----------------------- | ------------------------------- | -------------- | ----------- |
|            | Єлизавета Люксембурзька | Сигізмунд Люксембург | 1409       | 1422 | 1438 коронація чоловіка | 27 октября 1439 смерть чоловіка | 25 грудня 1442 | Альбрехт II |

### Пани з Подєбрад
| Зображення | Ім’я               | Батько         | Народження | Шлюб | Стала королевою                | Перестала бути королевою | Смерть            | Чоловік         |
| ---------- | ------------------ | -------------- | ---------- | ---- | ------------------------------ | ------------------------ | ----------------- | --------------- |
|            | Йогана з Рожмиталя | Ян з Рожмиталя | ок. 1430   | 1450 | 7 травня 1457 обрання чоловіка | 22 марта 1471            | 12 листопада 1475 | Їржі з Подєбрад |

### Ягеллони
| Зображення | Ім’я                   | Батько                                              | Народження        | Шлюб            | Стала королевою | Перестала бути королевою                            | Смерть          | Чоловік                 |
| ---------- | ---------------------- | --------------------------------------------------- | ----------------- | --------------- | --------------- | --------------------------------------------------- | --------------- | ----------------------- |
|            | Барбара Бранденбурзька | Альбрехт III, курфюрст Бранденбургу (Гогенцоллерни) | 30 травня 1464    | 20 серпня 1476  | 20 серпня 1476  | 1491 розлучення                                     | 4 вересня 1515  | Владислав II Ягеллончик |
|            | Беатриса Арагонська    | Фердинанд I, король Неаполю (Трастамара)            | 16 листопада 1457 | 4 жовтня 1490   | 4 жовтня 1490   | 7 апреля 1500 брак анульований папою Олександром VI | 23 вересня 1508 | Владислав II Ягеллончик |
|            | Анна де Фуа            | Гастон II де Фуа, граф Кандаль (Фуа-Грайи)          | 1484              | 29 вересня 1502 | 29 вересня 1502 | 26 липня 1506                                       | 26 липня 1506   | Владислав II Ягеллончик |
|            | Марія Австрійська      | Філіп I, король Кастилії (Габсбурги)                | 18 вересня 1505   | 13 січня 1522   | 13 січня 1522   | 29 серпня 1526 смерть чоловіка                      | 18 жовтня 1558  | Людовик II              |

### Габсбурги
| Зображення | Ім’я            | Батько                                       | Народження     | Шлюб            | Стала королевою                         | Перестала бути королевою       | Смерть         | Чоловік         |
| ---------- | --------------- | -------------------------------------------- | -------------- | --------------- | --------------------------------------- | ------------------------------ | -------------- | --------------- |
|            | Анна Ягеллонка  | Владислав II, король Чехії                   | 23 липня 1503  | 25 травня 1521  | 1526 обрання чоловіка                   | 27 січня 1547                  | 27 січня 1547  | Фердинанд I     |
|            | Марія Іспанська | Карл V, імператор Священної Римської імперії | 21 червня 1528 | 13 вересня 1548 | 25 липня 1564 посідання чоловіком трону | 12 жовтня 1576 смерть чоловіка | 26 лютого 1603 | Максиміліан II  |
|            | Анна Тірольська | Фердинанд II, ерцгерцог Австрійський         | 4 жовтня 1585  | 4 грудня 1611   | 4 грудня 1611                           | 14 грудня 1618                 | 14 грудня 1618 | Матвій Габсбург |

### Віттельсбахи
| Зображення | Ім’я             | Батько                                       | Народження     | Шлюб           | Стала королевою                 | Перестала бути королевою        | Смерть         | Чоловік                     |
| ---------- | ---------------- | -------------------------------------------- | -------------- | -------------- | ------------------------------- | ------------------------------- | -------------- | --------------------------- |
|            | Єлизавета Стюарт | Яків I, король Шотландії, Англії та Ірландії | 19 серпня 1596 | 14 лютого 1613 | 26 серпня 1619 обрання чоловіка | 9 листопада 1620 бвтеча з Чехії | 13 лютого 1662 | Фрідріх V, курфюрст Пфальцу |

### Габсбурги
| Зображення | Ім’я                                             | Батько                                           | Народження                  | Шлюб           | Стала королевою                          | Перестала бути королевою       | Смерть          | Чоловік                |
| ---------- | ------------------------------------------------ | ------------------------------------------------ | --------------------------- | -------------- | ---------------------------------------- | ------------------------------ | --------------- | ---------------------- |
|            | Елеонора Ґонзага (Старша)                        | Вінченцо I Гонзага                               | 23 вересня (23 лютого) 1598 | 4 лютого 1622  | 4 лютого 1622                            | 15 лютого 1637 смерть чоловіка | 27 червня 1655  | Фердинанд II Габсбург  |
|            | Марія Анна Іспанська                             | Філіп III, король Іспанії                        | 18 серпня 1606              | 20 лютого 1631 | 20 лютого 1631                           | 13 травня 1646                 | 13 травня 1646  | Фердинанд III Габсбург |
|            | Марія Леопольдина Австрійська                    | Леопольд V, ерцгерцог Австрійський               | 6 квітня 1632               | 2 липня 1648   | 2 липня 1648                             | 7 серпня 1649                  | 7 серпня 1649   | Фердинанд III Габсбург |
|            | Елеонора Ґонзага (Молодша)                       | Шарль Гонзага-Неверський                         | 18 листопада 1630           | 30 квітня 1651 | 30 квітня 1651                           | 2 апреля 1657 смерть чоловіка  | 6 грудня 1686   | Фердинанд III Габсбург |
|            | Маргарита Тереза Іспанська                       | Філіп IV, король Іспанії                         | 12 червня 1651              | 12 грудня 1666 | 12 грудня 1666                           | 12 березня 1673                | 12 березня 1673 | Леопольд I Габсбург    |
|            | Клавдія Феліцітас Австрійська                    | Фердинанд Карл, ерцгерцог Австрійський           | 30 травня 1653              | 15 жовтня 1673 | 15 жовтня 1673                           | 8 квітня1676                   | 8 квітня1676    | Леопольд I Габсбург    |
|            | Елеонора Магдалина з Нойбурга                    | Філіп Вільгельм, курфюрст Пфальцу                | 6 січня 1655                | 14 грудня 1676 | 14 грудня 1676                           | 5 травня 1705 смерть чоловіка  | 19 січня 1720   | Леопольд I Габсбург    |
|            | Вільгельміна Брауншвейг-Люнебурзька              | Йоганн Фрідріх, князь Брауншвейг-Каленберга      | 21 квітня 1673              | 24 лютого 1699 | 5 травня 1705 посідання чоловіком трону  | 17 квітня 1711 смерть чоловіка | 10 квітня 1742  | Йозеф I Габсбург       |
|            | Єлизавета Христина Брауншвейг-Вольфенбюттельська | Людвіг Рудольф, герцог Брауншвейг-Вольфенбюттеля | 28 серпня (28 вересня) 1691 | 1 серпня 1708  | 17 квітня 1711 посідання чоловіком трону | 20 жовтня 1740 смерть чоловіка | 21 грудня 1750  | Карел II               |

### Віттельсбахи
| Зображення | Ім’я                     | Батько                                        | Народження     | Шлюб          | Стала королевою         | Перестала бути королевою      | Смерть         | Чоловік      |
| ---------- | ------------------------ | --------------------------------------------- | -------------- | ------------- | ----------------------- | ----------------------------- | -------------- | ------------ |
|            | Марія Амалія Австрійська | Йозеф I, імператор Священної Римської імперії | 22 жовтня 1701 | 5 жовтня 1722 | 9 грудня 1741 коронація | 20 січня 1745 смерть чоловіка | 11 грудня 1756 | Карл Альберт |

### Габсбурги-Лотаринзькі
| Зображення | Ім’я                               | Батько                            | Народження        | Шлюб            | Стала королевою                             | Перестала бути королевою             | Смерть          | Чоловік       |
| ---------- | ---------------------------------- | --------------------------------- | ----------------- | --------------- | ------------------------------------------- | ------------------------------------ | --------------- | ------------- |
|            | Марія Луїза Іспанська              | Карл III, король Іспанії          | 24 листопада 1745 | 16 лютого 1764  | 20 лютого 1790                              | 1 березня 1792                       | 15 травня 1792  | Леопольд II   |
|            | Марія Тереза Бурбон-Неаполітанська | Фердинанд I, король Обох Сицилій  | 6 червня 1772     | 15 серпня 1790  | 1 березня 1792                              | 13 квітня 1807                       | 13 квітня 1807  | Франц II      |
|            | Марія Людовіка Моденська           | Фердинанд, ерцгерцог Австрійський | 14 грудня 1787    | 6 січня 1808    | 6 січня 1808                                | 7 квітня 1816                        | 7 квітня 1816   | Франц II      |
|            | Кароліна Авґуста Баварська         | Максиміліан I, король Баварії     | 8 лютого 1792     | 29 жовтня 1816  | 29 жовтня 1816                              | 2 березня 1835 смерть чоловіка       | 9 лютого 1873   | Франц II      |
|            | Марія Анна Савойська               | Віктор Емануїл I, король Сардинії | 19 вересня 1803   | 12 лютого 1831  | 2 березня 1835 посідання чоловіком трону    | 2 грудня 1848 зречення чоловіка      | 4 травня 1884   | Фердинанд V   |
|            | Єлизавета Баварська                | Максиміліан, герцог Баварський    | 24 грудня 1837    | 24 квітня 1854  | 24 квітня 1854                              | 10 вересня 1898                      | 10 вересня 1898 | Франц Йосиф I |
|            | Зіта Бурбон-Пармська               | Роберт I, герцог Пармський        | 9 травня 1892     | 21 октября 1911 | 21 листопада 1916 посідання чоловіком трону | 11 листопада 1918 повалення чоловіка | 14 березня 1989 | Карел III     |